# Полібіно (Данковський район)
Полібіно — колишня садиба дворян Нєчаєвих, розташована в Липецькій області (нині Данковський район). Рідкісний зразок поєднання в єдиному ансамблі панського маєтку високої мистецької вартості і новітнього технічного витвору інженера В. Шухова у вигляді перевезеної з Нижнього Новгорода гіперболоїдної конструкції сталевої водонапірної вежі.
Садиба розташована за 45 кілометрів від районного міста.

## Історія садиби
Липецькому краю декілька разів пощастило на відомих мешканців. Саме тут отримали землі дворянські родини Нєчаєвих і Кожиних. Відкритість новому спонукала до активного вивчення досягнень мистецьких чи наукових, аби стати в рівень з найкращими досягненнями доби. Підводами в провінцію везли книги, креслення архітекторів зі столиць і нові ідеї.

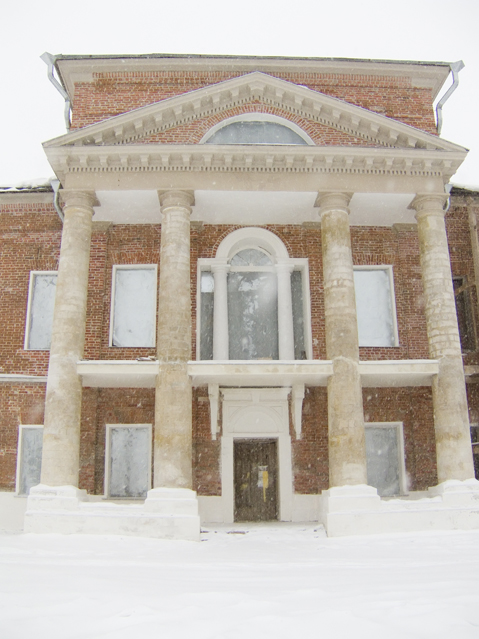

На цих землях будують фортецю Оранієнбом (нині місто Чаплигін, Липецька область) цар Петро І і Олександр Меншиков, родини Кожиних, Нєчаєвих. Дві останні вирізнялись неабияким смаком і замовили проекти самому архітектору В. Баженову, що будував для імператриці Катерини ІІ і спадкоємця престолу Павла.

### Твір Баженова в провінції
Садибі Кожина пощастило мало. І дивом зберігся лише панський палац в стилі ампір, то шедевр садиби — барокова церква європейського зразка — зараз суцільна руїна без даху і розкішних оздоб. А були б вони варті енциклопедії за свою винятковість, вдячної пам'яті і туристичного поклоніння, а не жаху за знищення і втрату.
Пощастило садибі Нєчаевих. Вона встояла в лихоліттях революцій і воєн, хоча і потребувала відновлення даху, знищених інтер'єрів і садибного парку. До складу садиби входили:

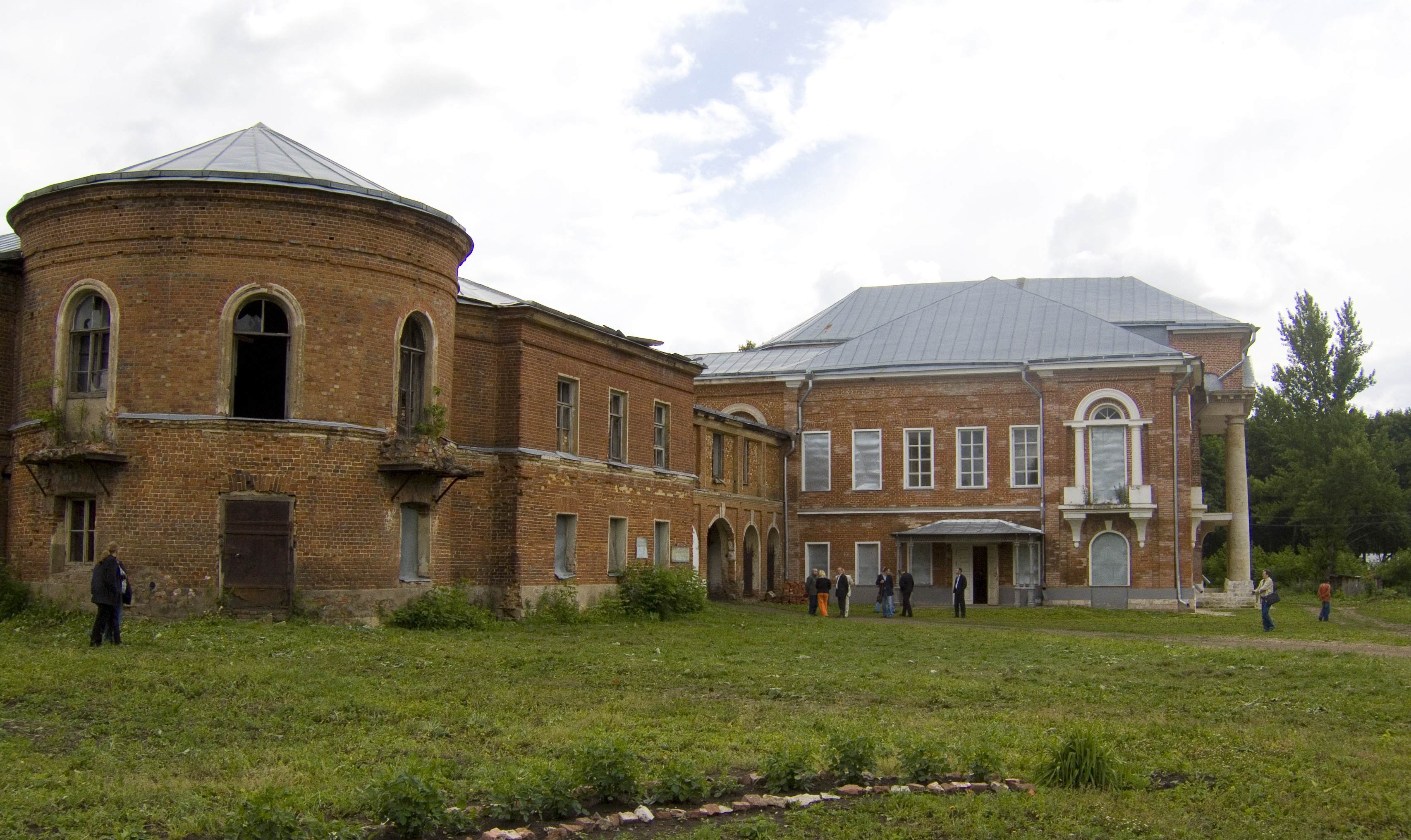
Відновлення палацу садиби Полібіно, 2009 рік

- Палац — архітектор В. І. Баженов. Вибудований за типовою тричастинною схемою: панська оселя, галереї, бічні павільйони. Але геніальний Баженов раз у раз вносив нові композиційні знахідки і деталі, що урізноманітнювали будівлю, додаючи їй індивідуальності. Баженов ускладнив план маєтку Нєчаєва відступами стін від червоної лінії, додав вежі до бічних павільйонів, а кути панського дому прикрасив напівциркульними вікнами. Червона цегла стін з білими деталями створила цілісний ансамбль з зеленню парку і партерів, що зникли з часом.
- Садиба мала також каскад ставків, пейзажний парк, манеж, стайні, господарські будівлі. До більшовицького перевороту в садибі створили перший в імперії  музей Куліковської битви. До створення пейзажного парку садиби Полібіно мав відношення російський садівник — Андрій Болотов.
- За недостовірними переказами садибна бібліотека нараховувала 50.000 томів (ймовірно, лише 5.000, достовірно невідомо). Доля книг невідома. Відомо, що після 1917 р. управитель садиби не дав пограбувати маєток. Однак його пограбували, але це розтяглося на десятиліття. Залізні ворота садиби здали на металобрухт нещодавно.

З родини Нечаэвих походить і меценат Ю. С. Нєчаєв-Мальцев, що дав значні кошти на обладнання і будівництво Музею красних мистецтв в Москві (тепер Музей образотворчих мистецтв імені Пушкіна). Нащадки родини Мальцевих після 1917 р. емігрували у Францію і Канаду.

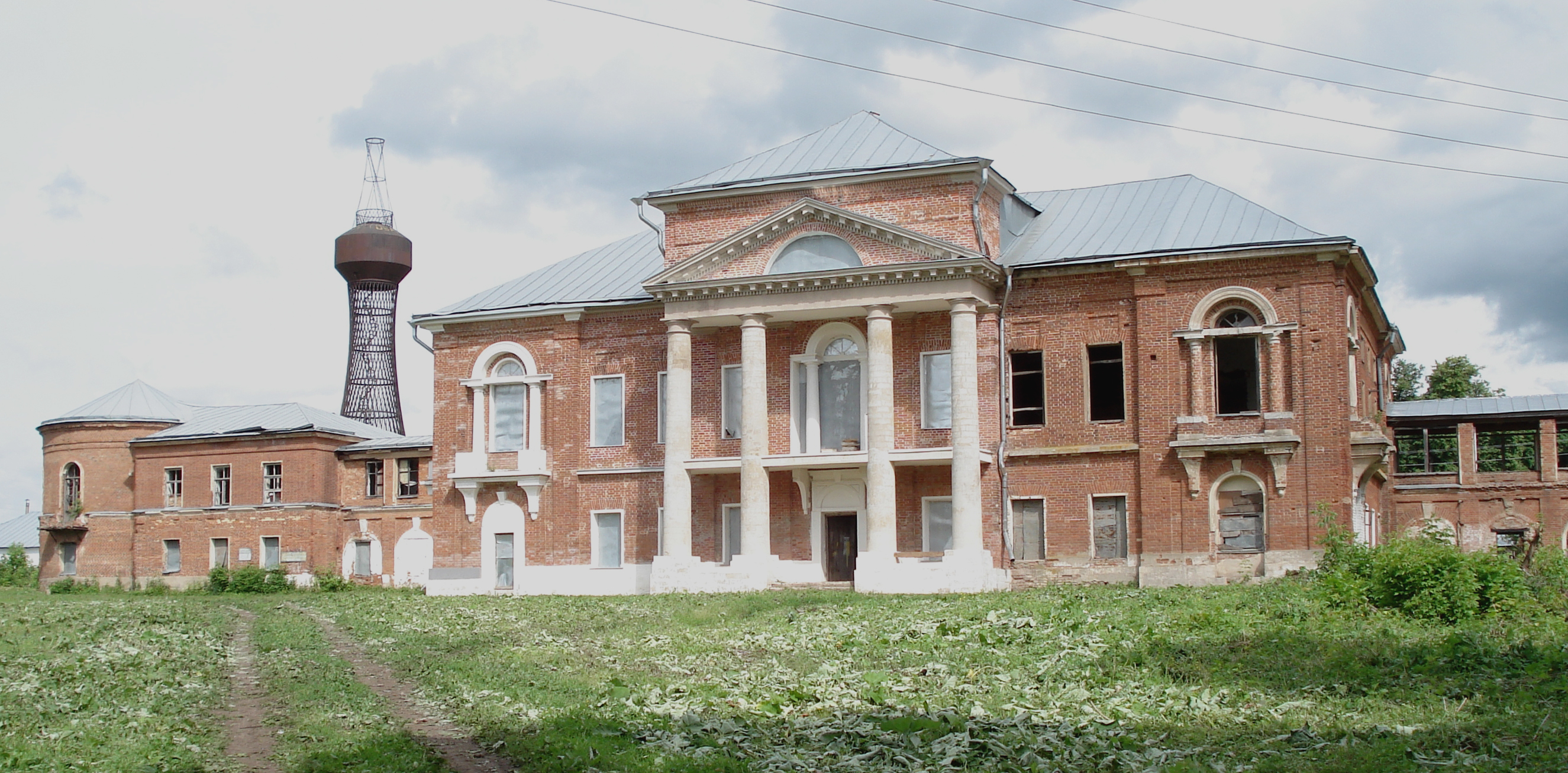
Полібіно влітку 2009 року

Наприкінці 19 століття садибу відвідували:
- Ілля Рєпін
- Іван Айвазовський
- Васнецов Віктор Михайлович
- Бенуа Олександр Миколайович
- Анна Ахматова
- Костянтин Коровін

та інші.

### Кризові роки
Стан садиби:
- Шлях до садиби розбитий і вимагає ремонту.
- Садиба не має власника на 2009 рік. Частину приміщень відремонтували для пристосування під сільський клуб.
- Вежа В. Г. Шухова потребує ремонту і укріплення підмурків, що мають пошкодження через відсутність довгого догляду і недбале використання.
- Нестача коштів на закінчення ремонту в садибних будівлях і на ремонт самої вежі.
- За часів СРСР панський палац використовували як комунальні квартири. Підземелля під палацом слугували льохами для збереження овочів.